# Velušovce
Velušovce es un municipio del distrito de Topoľčany en la región de Nitra, Eslovaquia, con una población estimada a final del año 2024 de 542 habitantes.
Se encuentra ubicado al norte de la región, cerca del río Nitra (cuenca hidrográfica del Danubio) y de la frontera con las regiones de Trnava y Trenčín.

## Demografía
| Año        | 1994 | 2004    | 2014    | 2024    |
| ---------- | ---- | ------- | ------- | ------- |
| Población  | 497  | 510     | 493     | 542     |
| Diferencia |      | +2,61 % | −3,33 % | +9,93 % |

| Año        | 2023 | 2024    |
| ---------- | ---- | ------- |
| Población  | 546  | 542     |
| Diferencia |      | −0,73 % |